# Знову разом у Парижі
«Знову разом у Парижі» (англ. Reunion in France) — американська воєнна мелодрама режисера Жюля Дассена 1942 року.

## Сюжет
Франція 1940 рік. Мішель де ла Бекю — француженка вищого стану — захоплена на узбережжі любовним романом з відомим промисловцем Робертом Кортотом. Вона впевнена, що французька армія зупинить нацистів на лінії Мажино, і німці не захоплять Францію, але все відбувається навпаки — Гітлер окуповує Париж.
Коли Мішель повертається в місто, то виявляє, що її шикарний особняк зайнятий німецькою канцелярією, а вона повинна задовольнятися однією з кімнат прислуги. Але ця обставина не найсумніше в порівнянні з тим, що її коханий Роберт, виявляється, співпрацює з новою нацистською владою.
До всього іншого, одного разу увечері до її будинку приходить збитий американський льотчик Пет Талбот, який просить притулку до повернення до Великої Британії. Ці збіги обставин круто змінюють світогляд, характер і звички світської левиці — Мішель стає на бік борців опору ненависному режиму.

## У ролях
- Джоан Кроуфорд — Мішель де ла Бекю
- Джон Вейн — Пет Талбот
- Філіп Дорн — Роберт Кортот
- Реджинальд Оуен — Шульц
- Альберт Бассерманн — генерал Гюго Шредер
- Джон Керредін — Ульріх Вільдлер
- Енн Аярс — Джульєтта
- Дж. Едвард Бромберг — Дюранд
- Мороні Олсен — Пол Гребоу
- Генрі Деніелл — Еміль Флеурон
- Говард Да Сільва — Антон Стреджель
- Чарльз Арнт — Оноре
- Морріс Анкрум — Мартін
- Едіт Евансон — Женев'єва
- Ернст Дойч — капітан
- Маргарет Лоуренс — Клотільда
- Одетт Мертіл — мадам Монтанот
- Пітер Вітні — солдат
- Наталі Шафер — фрау Емі Шредер (в титрах не вказана)